# Puchar Anglii w piłce siatkowej mężczyzn (2024/2025)
Puchar Anglii w piłce siatkowej mężczyzn 2024/2025 – 42. edycja rozgrywek o siatkarski Puchar Anglii zorganizowana przez stowarzyszenie Volleyball England. Rozpoczęła się 2 listopada 2024 roku. Brały w niej udział 23 zespoły.
Rozgrywki składały się z 1/16 finału, 1/8 finału, ćwierćfinałów, półfinałów i finału. We wszystkich rundach rywalizacja toczyła się w systemie pucharowym, a o awansie decydował jeden mecz.
Finał odbył się 26 kwietnia 2025 roku w National Volleyball Centre w Kettering. Po raz pierwszy Puchar Anglii zdobył zespół Essex Rebels, który w finale pokonał Malory Eagles UEL. Najlepszym zawodnikiem (MVP) finału został wybrany Kanadyjczyk Jacob Kern.

## System rozgrywek
Prawo udziału w Pucharze Anglii w sezonie 2024/2025 przysługiwało drużynom grającym w Super League i Division 1 w ramach National Volleyball League (NVL), BUCS Premier Tier, London League Premier oraz finalistom Tarczy z sezonu 2023/2024. Rozgrywki składały się z 1/16 finału, 1/8 finału, ćwierćfinałów, półfinałów oraz finału. We wszystkich rundach rywalizacja toczyła się w systemie pucharowym, a o awansie decydował jeden mecz. Przed każdą rundą przeprowadzono losowanie wyłaniające pary. Losowanie 1/16 finału odbyło się 30 lipca, 1/8 finału – 4 listopada, ćwierćfinałów – 15 stycznia, natomiast półfinałów – 20 lutego.

## Drużyny uczestniczące
W Pucharze Anglii w sezonie 2024/2025 uczestniczyły 23 drużyny: 10 z Super League, 10 z Division 1, 1 z Division 2 oraz 2 spoza National Volleyball League (NVL). Zespół Wigan Seahawks został dopuszczony do udziału jako finalista Tarczy w sezonie 2023/2024.
| Super League (10 drużyn) | Super League (10 drużyn) |
| ------------------------ | ------------------------ |
| Durham Palatinates       | 1/8 finału               |
| Essex Blaze              | 1/8 finału               |
| Essex Rebels             | zwycięstwo               |
| IBB Polonia London       | ćwierćfinał              |
| London Giants            | półfinał                 |
| Malory Eagles UEL        | finał                    |
| Newcastle Knights        | 1/8 finału               |
| Richmond Docklands       | ćwierćfinał              |
| Stockport                | półfinał                 |
| University of Nottingham | 1/16 finału              |

| Division 1 (10 drużyn) | Division 1 (10 drużyn) |
| ---------------------- | ---------------------- |
| Black Country          | 1/8 finału             |
| Bristol                | 1/16 finału            |
| Cambridge ARU          | ćwierćfinał            |
| Exeter Storm           | 1/8 finału             |
| Hull Thunder           | 1/8 finału             |
| Leeds Gorse            | 1/16 finału            |
| Lincoln Cannons        | ćwierćfinał            |
| London Aces            | 1/8 finału             |
| Newcastle Staffs       | 1/16 finału            |
| Tamworth Spartans      | 1/8 finału             |

| Division 2 (1 drużyna) | Division 2 (1 drużyna) |
| ---------------------- | ---------------------- |
| Wigan Seahawks         | 1/16 finału            |

| Pozostałe (2 drużyny) | Pozostałe (2 drużyny) |
| --------------------- | --------------------- |
| London League Premier |                       |
| London Bears          | 1/16 finału           |
| BUCS Premier Tier     |                       |
| University of Bristol | 1/16 finału           |

## Rozgrywki
Godziny do 30 marca 2025 roku podane są według strefy czasowej UTC±0, a od 30 marca 2025 roku według strefy czasowej UTC+1.

### 1/16 finału
| 2 listopada 2024 | Leeds Gorse | 2:3 (25:17, 22:25, 14:25, 25:23, 9:15) | Newcastle Knights | Ruth Gorse Academy, Leeds Sędzia: Diane Hollows i Simon Cowie |

| 2 listopada 2024 | Tamworth Spartans | 3:1 (25:22, 25:21, 23:25, 25:23) | London Bears | Wilnecote Community Leisure Centre, Tamworth Sędzia: Pete Whyard i Chris Tsui |

| 2 listopada 2024 | Durham Palatinates | 3:0 (25:13, 25:22, 25:11) | Bristol | Graham Sports Centre, Durham Sędzia: Lenny Barry i Debra Smart |

| 2 listopada 2024 | Exeter Storm | 3:1 (16:25, 25:23, 25:21, 25:23) | University of Nottingham | Coombe Dean School, Plymouth Sędzia: Andrew Potter i Daniel Sarnik |

| 2 listopada 2024 | University of Bristol | 0:3 (22:25, 21:25, 7:25) | London Giants | Indoor Sports Centre – University of Bristol, Bristol Sędzia: Ignacio Diez i Janet Leach |

| 2 listopada 2024 | Newcastle Staffs | 0:3 (18:25, 18:25, 17:25) | Malory Eagles UEL | Sir Stanley Matthews Sports Centre, Stoke-on-Trent Sędzia: Elia Gironacci i John Boughton |

| 2 listopada 2024 | Wigan Seahawks | 1:3 (20:25, 25:23, 13:25, 20:25) | Stockport | St Edmund Arrowsmith Catholic High School, Ashton-in-Makerfield Sędzia: Bryan Youlden i Aileen Barry |

Wolny los: Black Country, Cambridge ARU, Essex Blaze, Essex Rebels, Hull Thunder, IBB Polonia London, Lincoln Cannons, London Aces, Richmond Docklands

### 1/8 finału
| 12 stycznia 2025 | Essex Rebels | 3:1 (25:17, 22:25, 25:19, 25:16) | Durham Palatinates | Essex Sport Centre, Colchester Sędzia: Glynn Archibald i Sebastian Widlarz |

| 11 stycznia 2025 | Stockport | 3:0 (25:18, 25:20, 25:21) | London Aces | Brinnington Park Leisure Complex, Brinnington Sędzia: Lenny Barry i Bryan Youlden |

| 11 stycznia 2025 | Lincoln Cannons | 3:1 (23:25, 25:15, 25:19, 25:22) | Exeter Storm | Riseholme College – Showground Campus, North Carlton Sędzia: Simon Cowie i Igors Maksimovs |

| 11 stycznia 2025 | IBB Polonia London | 3:0 (30:28, 25:18, 25:16) | Black Country | Northolt High School, Londyn Sędzia: Brendan Fogarty i Richard Burbedge |

| 11 stycznia 2025 | Newcastle Knights | 0:3 (12:25, 18:25, 20:25) | Malory Eagles UEL | Clifton Sports Hub, Clifton Sędzia: Nick Heckford i William Perugini |

| 12 stycznia 2025 | London Giants | 3:0 (25:20, 25:18, 25:17) | Essex Blaze | Clapham Leisure Centre, Londyn Sędzia: Anna Justkowska i Brendan Fogarty |

| 12 stycznia 2025 | Tamworth Spartans | 0:3 (12:25, 22:25, 21:25) | Cambridge ARU | Wilnecote Community Leisure Centre, Tamworth Sędzia: Chris Tsui i Rose Sterling |

| 11 stycznia 2025 | Hull Thunder | 0:3 (18:25, 22:25, 24:26) | Richmond Docklands | Steve Prescott Sports Centre, Kingston upon Hull Sędzia: Stivan Kolev i Edward Arnott |

### Ćwierćfinały
| 15 lutego 2025 13:00 | Cambridge ARU | 1:3 (18:25, 18:25, 25:22, 18:25) | Stockport | North Cambridge Academy, Cambridge Sędzia: Ian Cheesbrough i Stephen Watts |

| 15 lutego 2025 14:30 | Malory Eagles UEL | 3:0 (25:12, 25:18, 25:15) | Lincoln Cannons | Ernest Bevin Academy, Londyn Sędzia: Giorgio Scatigna-Gianfagna i Man Chung Ng |

| 15 lutego 2025 15:15 | Richmond Docklands | 0:3 (24:26, 15:25, 16:25) | London Giants | Harrow Sports Hall, Londyn Sędzia: Richard Burbedge i Patrick Koroma |

| 15 lutego 2025 16:00 | IBB Polonia London | 0:3 (23:25, 22:25, 22:25) | Essex Rebels | Northolt High School, Londyn Sędzia: Anna Justkowska i Ryszard Dąbrowski |

### Półfinały
| 22 marca 2025 14:00 | Stockport | 0:3 (17:25, 19:25, 11:25) | Malory Eagles UEL | Life Leisure Brinnington Park, Brinnington Sędzia: Abdul Salam Safadi i Ruth Bridge |

| 22 marca 2025 19:30 | Essex Rebels | 3:0 (26:24, 26:24, 25:20) | London Giants | Essex Sport Arena, Colchester Sędzia: Giordano Marchi i Ryszard Dąbrowski |

### Finał
| 26 kwietnia 2025 19:00 | Essex Rebels | 3:2 (21:25, 22:25, 25:16, 25:16, 18:16) | Malory Eagles UEL | National Volleyball Centre, Kettering Sędzia: Sebastian Widlarz i Martin Shakespeare |